# Copyright Act
Il Copyright Act del 1976  è uno statuto federale che disciplina la normativa sul copyright degli Stati Uniti d'America e costituisce tuttora la base principale della normativa statunitense sul diritto d'autore.

## Storia
L'approvazione del Copyright Act del 1976 fu sostenuta da importanti gruppi dell'industria cinematografica statunitense, tra cui la Walt Disney Company, preoccupati di garantire una protezione più duratura per le proprie opere . Prima del Copyright Act, la legge statunitense sul diritto d'autore prevedeva inizialmente una durata della protezione di 14 anni, rinnovabile per altri 14, come stabilito dal Copyright Act del 1790; tale durata fu successivamente estesa a 28 anni, con possibilità di rinnovo per ulteriori 28, dal Copyright Act del 1909. Al termine di tale periodo, le opere entravano nel pubblico dominio e potevano essere riprodotte liberamente, sostenendo unicamente i costi tecnici di riproduzione.

### Atti federali precedenti
Secondo il Copyright Act del 4 marzo 1909 (in inglese: An Act to amend and consolidate the Act respecting copyright)
, quando il copyright era garantito dalla pubblicazione dell'opera con il contestuale marchio di copyright (e relativa registrazione presso il Copyright Office), il soggetto titolato era tenuto a depositare "prontamente" almeno due copie complete della migliore edizione pubblicata fino a quel momento, presso il United States Copyright Office od inviate all'indirizzo stabilito dal Copyright Office del Distretto della Columbia a Washington.
Su domanda dell'autore, del proprietario del copyright, o di un detentore legale di diritti, dovevano essere restituite al richiedente le richieste di deposito (con relativa copia del documento) rimaste presso il Copyright Office dal 1929 al 1935, e non inoltrate alla Biblioteca del Congresso per tale tipo di valutazione. Ciò valeva per le richieste di qualsiasi natura purché presentate a mezzo stampa e pubblicate (articoli, libri, composizioni musicali, fotografie, ritagli di fotografie, incisioni, litografie), con esclusione delle fotografie illustrative di opere d'arte, manoscritti e opere teatrali dattiloscritte. L'atto dispone che, scaduti i termini per i detentori dei diritti, se ritenute opportune o utili dalla Library of Congress, le opere non sarebbero andate distrutte, ma rimaste in deposito presso il Copyright Office, pubblicandone periodicamente un Catalog of Copyright Entries.

### Leggi UE e statunitensi successive
Con il Computer Software Copyright Act  del 12 dicembre 1980 si ebbe una revisione legislativa del Copyright Act del 1976, e questo nuovo testo per primo definì il software come opera soggetta a copyright, in quanto assimilabile ad una serie di istruzioni utilizzabili tramite un computer per ottenere un risultato, affermando che il software è tutelabile tramite copyright in quanto espressione letteraria, e non tramite brevetto, salvo specifici requisiti tecnici secondo la giurisprudenza successiva.
La durata del copyright fu ulteriormente estesa, in seguito, con l'approvazione della legge nota come Sonny Bono Copyright Term Extension Act  nel 1998.
Sulla base del WIPO Copyright Treaty del 1996, furono emanate il Digital Millennium Copyright Act negli Stati Uniti e la Direttiva 2001/29/CE nell'Unione Europea con l'obiettivo di aggiornare la normativa sul copyright al contesto digitale, riformando il Sistema di Gestione del diritto d'autore. 
Il Digital Millennium Copyright Act (DMCA) rende illegali la produzione e la divulgazione di tecnologie, strumenti o servizi che possano essere usati per aggirare le misure di accesso ai lavori protetti dal copyright (anche conosciuti come DRM), inoltre criminalizza l'elusione di un dispositivo di controllo d'accesso, anche quando non vi sia un'effettiva violazione del copyright. 

È mitigato dall’Online Copyright Infringement Liability Limitation Act, che limita la responsabilità degli Online Service Provider (compresi dunque gli Internet Service Provider) e degli altri intermediari -non qualificati giuridicamente con precisione- che operano su Internet, ma non degli utenti, a patto che vengano osservate determinate procedure.
- il Family Entertainment and Copyright Act (2005, atto federale in vigore): prevede pene detentive, per chi viene colto a diffondere materiale protetto da copyright prima che questo sia uscito ufficialmente sul mercato
- la Direttiva sul rispetto dei diritti di proprietà intellettuale (IPRED, 2004/48/CE, in vigore): richiede agli Stati membri di applicare norme dissuasive ed efficaci contro coloro che commettono reati di contraffazione e pirateria. Attuata in Italia con decreto legislativo 16 marzo 2006 n. 140 (GU Serie Generale n.82 del 07-04-2006, vigente). La Direttiva è oggetto di linee guida di interpretazione e applicazione: differenza fra ingiunzione e responsabilità degli intermediari[13], principio di proporzionalità, valore legale di prova degli screenshot[14].

### Proposte di legge
- IPRED2 (proposta di Direttiva, ritirata nel 2010): prevedeva norme penali.
- Proposta di Direttiva sul diritto d'autore nel mercato unico digitale 14.09.2016 COM(2016) n. 593[15]
- Stop Online Piracy Act (2011, non approvato): avrebbe consentito ai titolari di copyright statunitensi di agire direttamente per impedire la diffusione di contenuti protetti, ottenendo grazie al Dipartimento di Giustizia provvedimenti giudiziari contro i siti web accusati di diffondere o facilitare le infrazioni del diritto d'autore.
- Public Domain Enhancement Act (2006, proposta di legge): minitassa sul copyright elevato a 95 anni, pubblico dominio delle opere orfane.

## Contenuto
Il Copyright Act spiega i diritti fondamentali legati al copyright, codifica la dottrina del "fair use" (uso consentito) e modifica la durata della protezione del diritto d'autore: da un periodo fisso, rinnovabile su richiesta, a un periodo esteso calcolato a partire dalla data di morte del creatore.
Con l'entrata in vigore di questa legge, la durata del copyright è stata prolungata come segue:
- 50 anni dopo la morte dell'autore, per opere individuali;
- 75 anni dalla pubblicazione, per le opere realizzate da o per conto di un'impresa (opere a titolarità aziendale o works made for hire)